# Puig Rodon (Cava)
El Puig Rodon és una muntanya de 1.448 metres que es troba al municipi de Cava, a la comarca de l'Alt Urgell. Els dos brancals del riu de Cadí, dit igualment d'Arsèguel, conflueixen al peu de la muntanya.